# کلیسای ملی واشینگتن

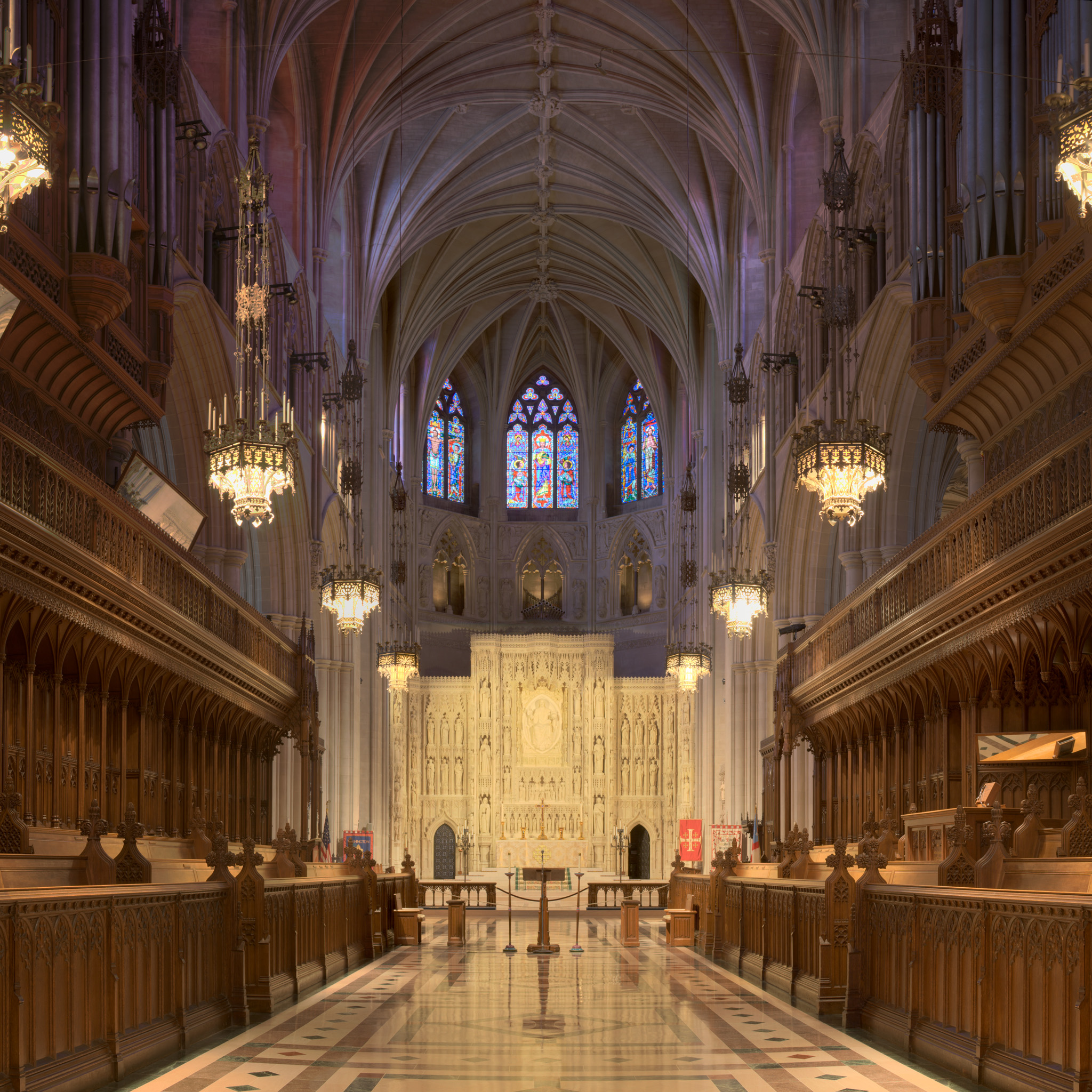

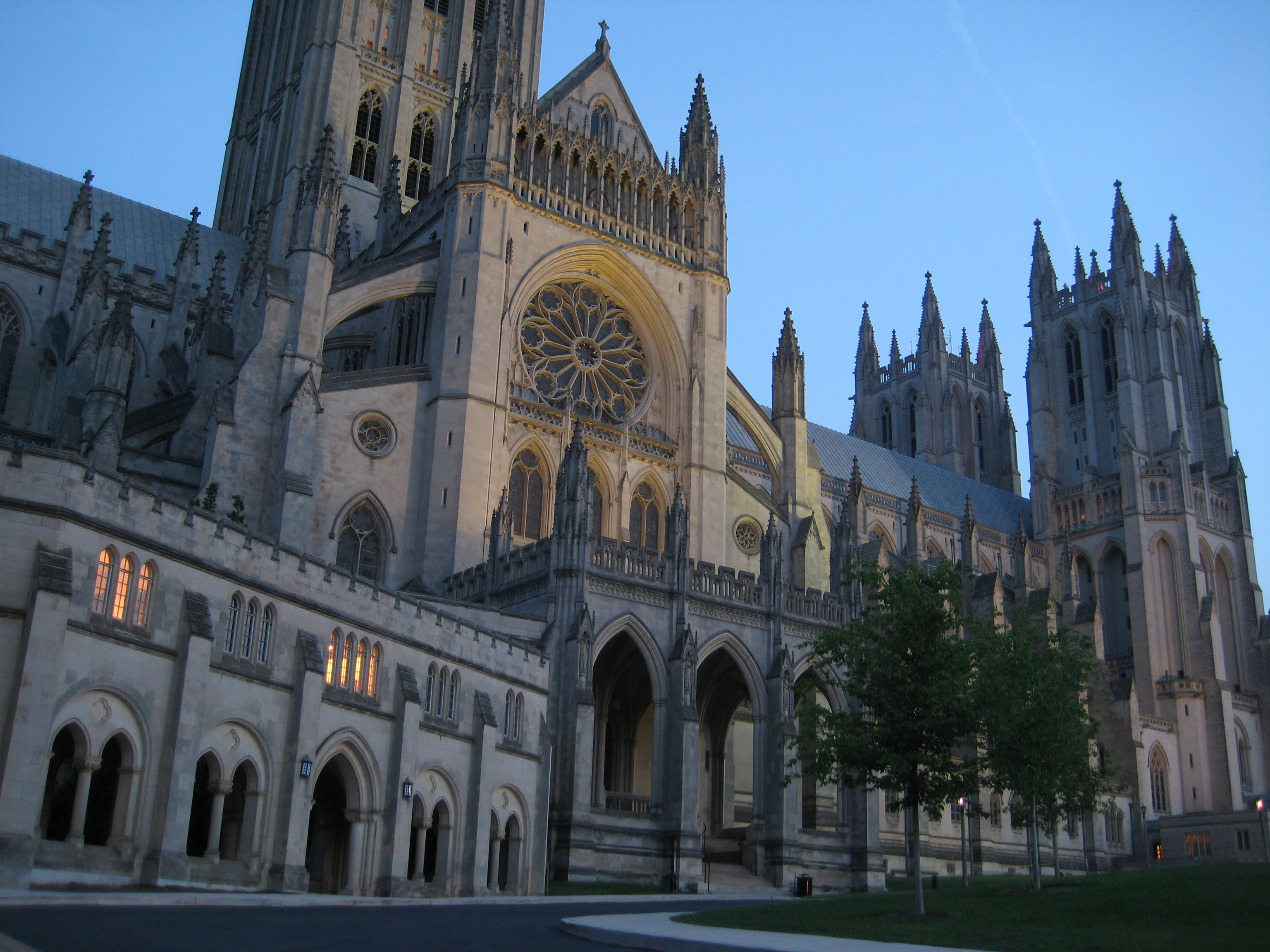

کلیسای ملی واشینگتن (Washington National Cathedral)، کلیسای جامع سنت پیتر و سنت پل در شهر واشینگتن دی. سی، که معمولاً به عنوان کلیسای جامع ملی واشینگتن شناخته می‌شود، یک کلیسای جامع آمریکایی متعلق به کلیسای اسقفی است.
این بنا از نظر مؤسسه معماران آمریکا در رتبه سوم محبوبترین بناهای آمریکا قرار دارد.
این بنا در سال ۱۹۰۷–۱۹۹۰ ساخته گردید و معماران آن عبارت بودند از:
- جورج فردریک بودلی
- فیلیپ هوبرت فرومن

## نگارخانه

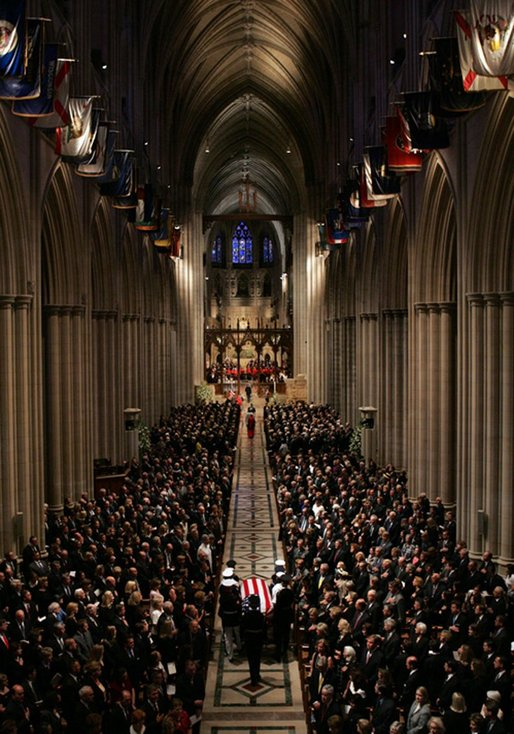
تشییع جنازه رونالد ریگان
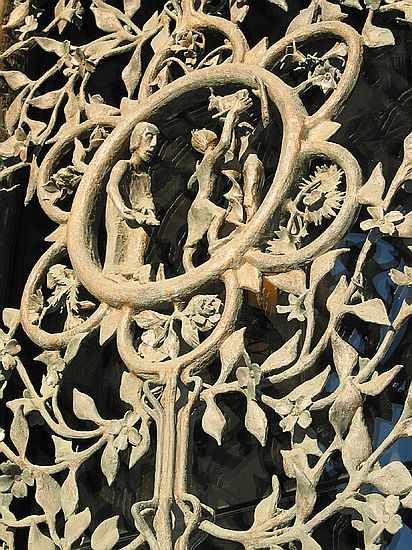
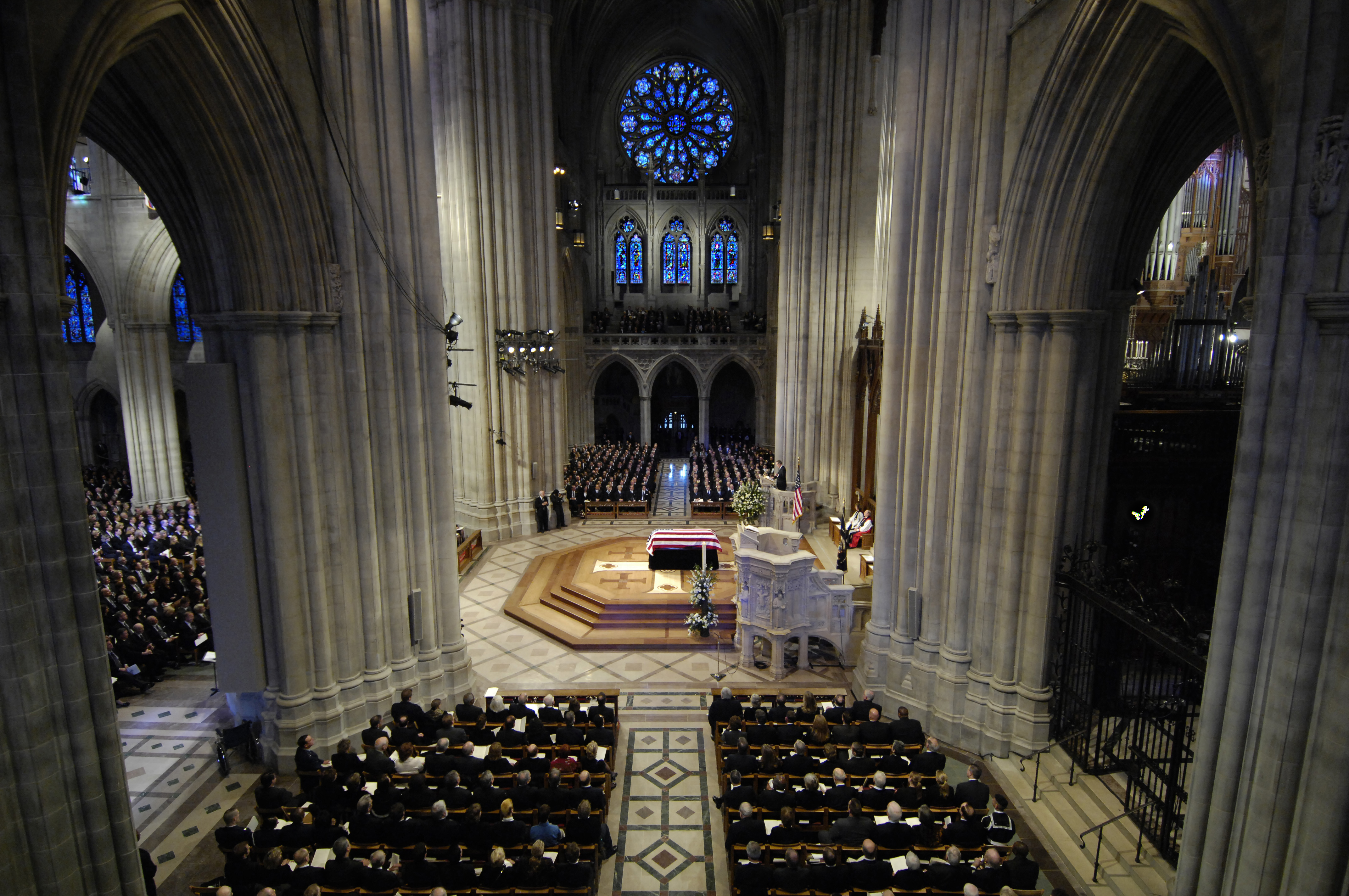
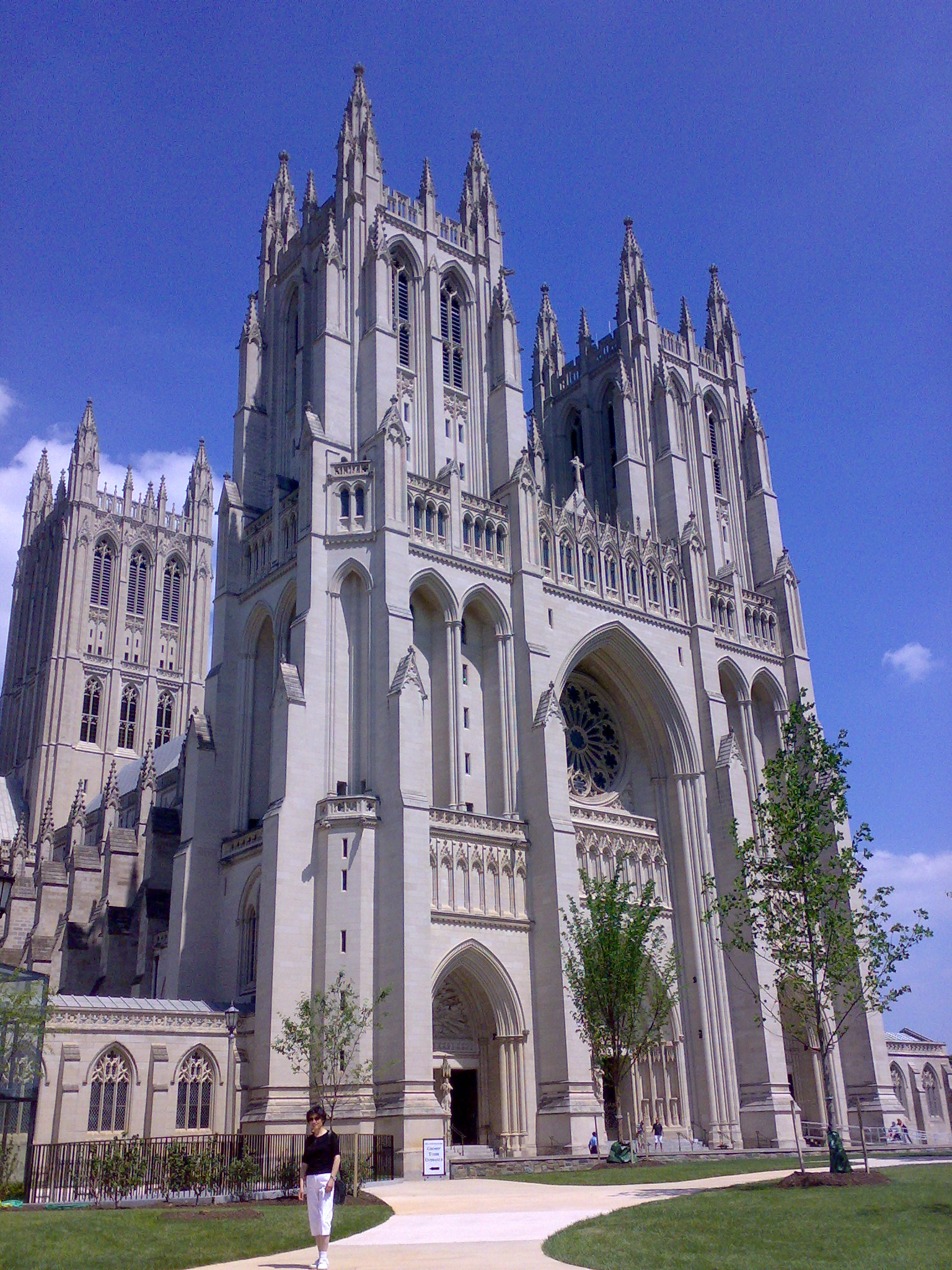

## پیوند بیه بیرون
- وبگاه رسمی